# Richard Dostálek
Richard Dostálek, né le 26 avril 1974 à Uherské Hradiště en Tchéquie, est un footballeur international tchèque qui évolue au poste de milieu central.

## Biographie

### En club
Né à Uherské Hradiště en Tchéquie, Richard Dostálek commence le football au Slavoj Jarošov puis il est formé par le FC Slovácká Slavia Uherské Hradiště et le VTJ Kroměříž. Il commence toutefois sa carrière au Boby Brno, jouant son premier match en professionnel avec ce club le 7 novembre 1993, lors d'une rencontre de première division tchèque face au SK Dynamo České Budějovice. Il est titularisé et son équipe est battue par trois buts à deux.
Dostálek s'impose comme l'un des joueurs majeurs du club basé à Brno, où il est notamment apprécié pour sa technique et ses frappes de loin. Il est considéré comme l'une des principales figures du club dans les années 90.
Lors de l'été 1998, Richard Dostálek rejoint l'un des plus importants clubs de la capitale tchèque, le SK Slavia Prague. Il joue son premier match sous ses nouvelles couleurs le 2 août 1998, lors de la première journée de la saison 1998-1999 de première division tchèque face au FC Dukla Příbram. Il est titularisé et son équipe s'impose par deux buts à zéro. Il marque son premier but pour le club le 29 septembre 1998, lors d'une rencontre de Coupe UEFA face au FC Schalke 04. Son but permet à son équipe d'égaliser et le Slavia s'impose finalement après une séance de tirs au but.
Dostálek remporte son premier trophée avec le Slavia, entrant en jeu le 25 mai 1999, lors de la finale de la Coupe de Tchéquie face au FC Slovan Liberec (victoire 1-0 du Slavia après prolongations).
Après un an passé en Russie, au Rubin Kazan, Richard Dostálek fait son retour dans son pays natal en janvier 2005, signant en faveur du FC Slovácko. Il déclare alors avoir été déçu de son passage en Russie, notamment en raison du style de jeu, qu'il qualifie de très défensif.
Il prend ensuite la direction de l'Allemagne, au Erzgebirge Aue, qui le recrute à l'été 2005. Il signe deux ans plus tard au Sportfreunde Siegen.
Arrivé au Tescoma Zlin en janvier 2009, il quitte le club six mois plus tard alors que son équipe vient d'être reléguée en deuxième division. 
En juillet 2009, Richard Dostálek retourne alors, à 35 ans, dans le club où il a commencé sa carrière, le Boby Brno, qui se nomme alors 1. FC Brno.
Alors qu'il n'avait signé qu'un contrat d'un an, il prolonge d'une saison supplémentaire le 27 mai 2010.
Il met un terme à sa carrière professionnelle à l'issue de la saison 2010-2011, à l'âge de 37 ans.

### En sélection
Richard Dostálek honore sa première sélection avec l'équipe nationale de Tchéquie le 4 septembre 1996 lors d'un match amical face à l'Islande. Il entre en jeu à la place de Pavel Kuka et son équipe s'impose par deux buts à un.

## Palmarès
SK Slavia Prague
- Coupe de Tchéquie (2) :
  - Vainqueur : 1999 et 2002.